# Jesper Langberg
Jesper Langberg (Frederiksberg, 20 ottobre 1940 – 29 giugno 2019) è stato un attore danese.

## Biografia
Figlio dell'attore Sigurd Langberg e fratello dell'attore Ebbe Langberg, a partire dal 1965 recitò in oltre 50 film e serie tv.
 
Ottenne 3 volte il Premio Bodil: nel 1968 come migliore attore per il suo ruolo in Sådan er de alle, nel 1994 come migliore attore non protagonista per Det forsømte forår e nel 2014 l'Honorary Award alla carriera.

## Filmografia parziale

### Cinema
- Jensen længe leve, regia di Lau Lauritzen Jr. (1965)
- Pigen og millionæren, regia di Ebbe Langberg (1965)
- Naboerne, regia di Bent Christensen (1966)
- Søskende, regia di Johan Jacobsen (1966)
- Mig og min lillebror, regia di Lau Lauritzen (1967)
- Mig og min lillebror og storsmuglerne, regia di Lau Lauritzen (1968)
- Sådan er de alle, regia di Knud Leif Thomsen (1968)
- Mig og min lillebror og Bølle, regia di Lau Lauritzen e Lisbeth Movin (1969)
- Amour, regia di Gabriel Axel (1970)
- Man sku' være noget ved musikken, regia di Henning Carlsen (1972)
- Det forsømte forår, regia di Peter Schrøder (1993)
- Olsen-banden Junior, regia di Peter Flinth (2001)
- Kongekabale, regia di Nikolaj Arcel (2004)
- Hvordan vi slipper af med de andre, regia di Anders Rønnow Klarlund (2007)

### Televisione
- Hjerteafdelingen – serie TV, 7 episodi (2002)
- Sommer – serie TV, 20 episodi (2008-2009)